# 羅馬尼夫卡 (阿納尼耶夫區)
47°33′35″N 30°12′18″E / 47.55972°N 30.20500°E
羅馬尼夫卡（烏克蘭語：Романівка）是位於烏克蘭西南部的村莊，由敖德萨州波季利斯克区的阿南伊夫市鎮負責管轄。該村始建於1961年，面積1.73平方公里，海拔高度62米，2001年人口690，人口密度每平方公里398.84人。